# Divankhane del Palacio de los Shirvanshahs
El Divankhane del Palacio de los Shirvanshahs es un pabellón rotondo construido sobre un estilobato alto en el noroeste del Palacio de los Shirvanshahs ubicado en el distrito histórico de Ciudad Vieja, en Bakú la capital de Azerbaiyán. En el siglo XV, Shirvanshah fue construido por orden de Farrukh Yasar. Hay varias versiones de la utilización del Divankhane. Se cree que servía como juzgado, recepción, consejo de gobierno o como tumba.
Los rasgos estilísticos y la parte incompleta de los decorados permiten que el Divankhane fecharlo a finales del siglo XV, cuando los ejércitos safávidas tomaron Bakú. El origen de la estructura arquitectónica original del edificio se asocia a las ceremonias funerarias preislámicas. 
El palacio de los Shirvanshahs y  edificios del complejo, junto con la Torre de la Doncella y con el resto del recinto amurallado de Bakú fue inscrito como Patrimonio de la Humanidad de la Unesco en 2000.

## Historia

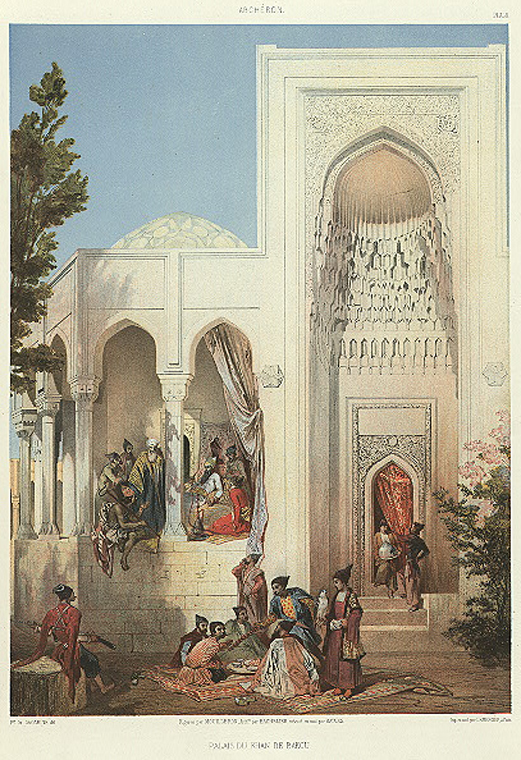
Pintura de Divankhane por Grigory Gagarin.

En los estudios de Leonard Bretaniski y Sara Ashurbeyli, el Divankhane fue construido en el siglo XV por orden del Shirvanshah Farrukh Yasar I. En una de las aberturas de la puerta del pabellón del Divankhane se conservan unos restos de escriturass en árabe. Según V. Sysoyev afirma que se lee el nombre de Khalilullah y 832 de la hégira (1428-1429), pero según Ashurbeyli, dice que es imposible comprobarlo. Hay consideraciones de que el pabellón es un monumento conmemorativo. Ashurbeyli señala que tal vez este edificio era una tumba y según las fuentes, allí está enterrado Halilullah I.
Según otra suposición, el edificio fue construido por Shirvanshah Farrukh Yasar I como tumba, pero no fue enterrado aquí porque fue asesinado y quemado por los enemigos después de su derrota en Caban en 1500.
Según otra información, el Divankhane era el lugar donde se celebraba la recepción formal y las sesiones del consejo estatal. Estas sesiones se celebraron directamente en la sala octogonal, decorada con alfombras de ratán, con la participación del rey y sus oficiales. La ubicación de este lugar era donde se llevaba a cabo la consulta estatal, que describe la imagen de la corona, que es un símbolo de la estatalidad, con un ornamento ricamente tallado del retrato en la fachada oeste del monumento.
En general, existen varias versiones del funcionamiento del Divankhane. Se cree que servía como juzgado, como recepción, como consejo de gobierno o como tumba. El nombre actual del monumento es la base de la teoría más difundida, por lo tanto, se supone que es una sala de recepción en el palacio o una «habitación». Los rasgos estilísticos y la parte incompleta de los decorados permiten fechar su terminación a finales del siglo XV, cuando los ejércitos safávidas tomaron Bakú. Las características del plano clerical y el contenido de la inscripción lapidaria en la planta baja sobre la entrada a la sala (Corán, verso 10, versículos 26 y 27) muestran que es un lugar conmemorativo. Según Bretaniski, fue construido a finales del siglo XV, durante la era de Shirvanshah Farrukh Yasar I, y las rebeliones periódicas de esta época, en particular la captura de Bakú por los safavidas, no permitieron que se terminara la construcción.
El origen de la estructura arquitectónica original se asocia a las costumbres funerarias anteriores del Islam. La historiadora Sara Ashurbeyli cree que la zona donde estaba el Divankhane antes de la era musulmana era un lugar sagrado. Supuso que las depresiones en forma de copa se utilizaban para recoger la sangre de los animales muertos.

## Características arquitectónicas

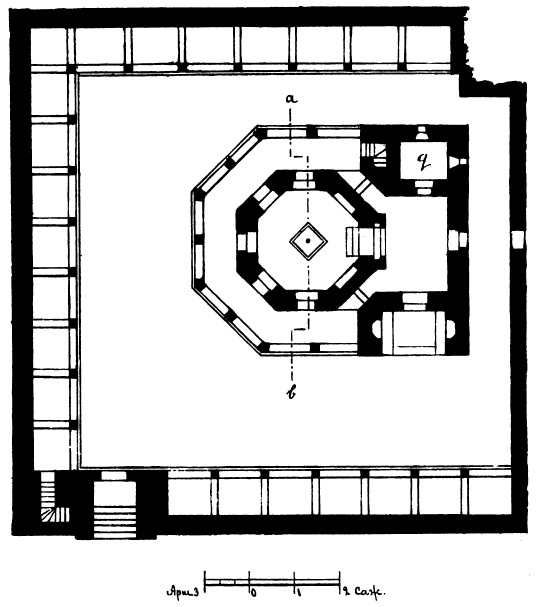
Plano de la estructura del Divankhane.

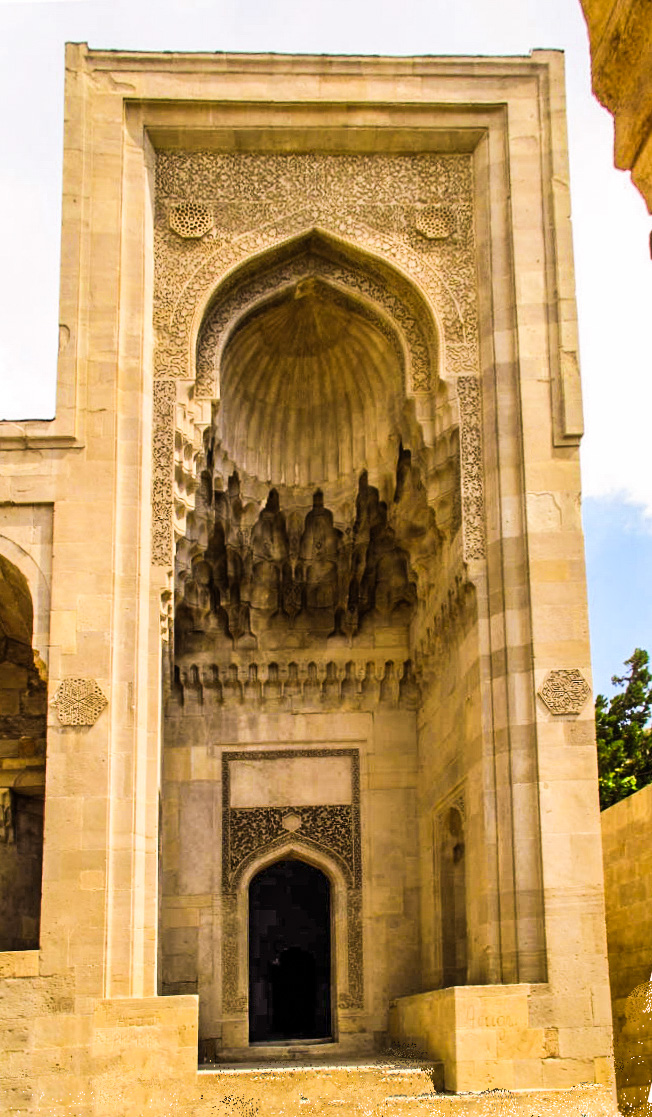
Fachada principal del Divankhane.

El Divankhane está enmarcado en tres lados por una arcada puntiaguda, en el centro de la composición, con un gran altura, se encuentra una rotonda octogonal: el pabellón propiamente dicho. La sala de esta rotonda está rodeada por una galería abierta del mismo orden. El revestimiento elíptico con una corona ligeramente puntiaguda está protegido en el exterior por una cúpula de piedra facetada. La fachada occidental de la rotonda se destaca por un portal decorado con arabescos, la media hornacina está canulada con un elemento decorativo de yeso, basada en un sistema de estalactitas finamente modeladas llamadas mocárabe. Los tímpanos y los planos elevados todos están ornamentados, El portal conduce al dosel que conecta la sala con la cripta ubicada en las salas del estilobato y de servicio situadas una encima de la otra.
La arcada que rodea la rotonda con una columnata está conectada al volumen de la sala mediante bloques de piedra maciza de perfil horizontal. Aquí, la pronunciada tectónica de las masas arquitectónicas está marcada por una excelente solución de formas estructurales, la escala de la estructura es consistente con todos los elementos y detalles arquitectónicos. El pabellón se distingue por la integridad de la composición, la perfección de las formas arquitectónicas y el virtuosismo de la decoración ornamental. Aquí se estableció una nueva dirección estilística en la arquitectura de Azerbaiyán, una nueva etapa en el desarrollo de soluciones volumétricas-espaciales, que condujo a resultados artísticos excepcionales.
El portal de la entrada principal está coronado con una semi-cúpula de estalactita y está ricamente decorado con una especie de alfombra tallada en piedra de belleza inusual. El patrón es un plexo de hojas de parra y uvas, y las inscripciones hechas en dos medallones con caligrafía cúfica, desde la distancia parecen un adorno geométrico complejo. Desafortunadamente, la construcción del Divankhane no se completó. Las esculturas artísticas de piedra en el portal y las entradas al «dosel» y la sala abovedada son las obras maestras del arte monumental y decorativo de Azerbaiyán.